# Trouble (piosenka Boba Dylana)
Trouble – piosenka skomponowana przez Boba Dylana, nagrana przez niego w maju 1981 r., wydana na albumie Shot of Love w sierpniu 1981 r. 

## Historia i charakter utworu
Utwór ten został nagrany w studiu Clover Recorders w Los Angeles w Kalifornii na 14 maja 1981 r. Była to piętnasta sesja nagraniowa tego albumu. Producentem sesji byli Chuck Plotkin i Bob Dylan.
Piosenka o normalnych problemach życiowych. Dylan wybrał formę bluesa, ponieważ doskonale nadaje się do wyrażania takich treści. Ogólny wydźwięk utworu: życie jest piekłem.
Dylan wykonywal ten utwór 7-krotnie w 1989 r. podczas Never Ending Tour.

## Muzycy
- Bob Dylan - wokal, gitara
- Fred Tackett - gitara
- Steve Douglas - saksofon
- Benmont Tench - instrumenty klawiszowe
- Stephen Eric Hague - instrumenty klawiszowe
- Tim Drummond - gitara basowa
- Jim Keltner - perkusja

## Dyskografia
Albumy
- Shot of Love (1981)